# Clasificación para la Eurocopa Sub-21 de 2025
La clasificación para la Eurocopa Sub-21 de 2023 fue el torneo que determinó a las selecciones clasificadas a la Eurocopa Sub-21 de 2023 a realizarse en Eslovaquia, el torneo inició el 24 de marzo de 2023 y finalizó en octubre de 2024.
Aparte de Eslovaquia, los 52 equipos nacionales miembros de la UEFA restantes participaron en la competición de clasificación. Los jugadores nacidos a partir del 1 de enero de 2004 son elegibles para participar.

## Formato
La competición clasificatoria constó de las siguientes dos rondas:
- Fase de grupos de clasificación: Los 52 equipos se dividen en nueve grupos, siete grupos de seis equipos y dos grupos de cinco equipos. Todos los grupos se desarrollan bajo un sistema de todos contra todos en el que cada equipo juega dos veces contra sus rivales en partidos como local y visitante. Los nueve ganadores de grupo y los tres mejores segundos (sin contar los resultados contra el equipo sexto clasificado) se clasifican directamente para la Eurocopa Sub-21 de 2025, mientras que los otros seis subcampeones restantes avanzan a los play-offs.
- Play-offs: Los seis equipos se dividen en tres eliminatorias para jugar partidos de ida y vuelta para determinar los últimos tres equipos clasificados.

### Reglas de clasificación
Los equipos se clasificaron según los puntos obtenidos en la fase de grupos (3 puntos por ganar, 1 punto por empatar y 0 puntos por perder). Si dos o más equipos terminan sus partidos empatados a puntos, se aplican los siguientes criterios de desempate (de acuerdo con el artículo 14.01).
1. Puntos logrados en los enfrentamientos directos entre ambos equipos.
2. Diferencia de goles en los enfrentamientos directos entre ambos equipos.
3. Goles marcados en los enfrentamientos directos entre ambos equipos.
4. Goles como visitante marcados en los enfrentamientos directos entre ambos equipos.
5. Si más de dos equipos están empatados y después de aplicar estos criterios de enfrentamientos directos, un subconjunto de equipos aún siguen empatados, se volverán a emplear dichos criterios exclusivamente a este subconjunto de equipos.
6. Diferencia de goles en todos los partidos del grupo.
7. Goles marcados en todos los partidos del grupo.
8. Goles como visitante marcados en todos los partidos del grupo.
9. Victorias en todos los partidos del grupo.
10. Victorias como visitante en todos los partidos del grupo.
11. Puntos de disciplina (tarjeta roja: 3 puntos, tarjeta amarilla: 1 punto, expulsión por doble amarilla en un encuentro: 3 puntos).
12. Coeficiente de la UEFA para los equipos nacionales.

## Sorteo
El sorteo de la fase de grupos se celebró el 2 de febrero de 2023.

## Fase de grupos

### Grupo A
| Pos. | Equipo     | Pts. | PJ | G | E | P  | GF | GC | Dif. | Clasificación |       | Bandera de Italia | Bandera de Noruega | Bandera de Irlanda | Bandera de Turquía | Bandera de Letonia | Bandera de San Marino |
| ---- | ---------- | ---- | -- | - | - | -- | -- | -- | ---- | ------------- | ----- | ----------------- | ------------------ | ------------------ | ------------------ | ------------------ | --------------------- |
| 1    | Italia     | 22   | 10 | 6 | 4 | 0  | 27 | 4  | +23  | Eurocopa 2025 |       | —                 | 2 – 0              | 1 – 1              | 1 – 1              | 2 – 0              | 7 – 0                 |
| 2    | Noruega    | 19   | 10 | 6 | 1 | 3  | 28 | 11 | +17  | Play-offs     |       | 0 – 3             | —                  | 3 – 2              | 5 – 1              | 7 – 0              | 4 – 0                 |
| 3    | Irlanda    | 19   | 10 | 5 | 4 | 1  | 24 | 12 | +12  |               |       | 2 – 2             | 1 – 1              | —                  | 3 – 2              | 2 – 2              | 3 – 0                 |
| 4    | Turquía    | 13   | 10 | 4 | 1 | 5  | 21 | 15 | +6   |               | 0 – 2 | 2 – 0             | 0 – 1              | —                  | 3 – 0              | 5 – 0              |                       |
| 5    | Letonia    | 11   | 10 | 3 | 2 | 5  | 10 | 18 | −8   |               | 0 – 0 | 0 – 1             | 1 – 2              | 2 – 1              | —                  | 2 – 0              |                       |
| 6    | San Marino | 0    | 10 | 0 | 0 | 10 | 1  | 51 | −50  |               | 0 – 7 | 0 – 7             | 0 – 7              | 1 – 6              | 0 – 3              | —                  |                       |

Actualizado a los partidos jugados el 26 de octubre de 2024.
 Fuente: UEFA

### Grupo B
| Pos. | Equipo     | Pts. | PJ | G | E | P  | GF | GC | Dif. | Clasificación |       | Bandera de España | Bandera de Bélgica | Bandera de Escocia | Bandera de Hungría | Bandera de Kazajistán | Bandera de Malta |
| ---- | ---------- | ---- | -- | - | - | -- | -- | -- | ---- | ------------- | ----- | ----------------- | ------------------ | ------------------ | ------------------ | --------------------- | ---------------- |
| 1    | España     | 28   | 10 | 9 | 1 | 0  | 28 | 5  | +23  | Eurocopa 2025 |       | —                 | 1 – 0              | 1 – 0              | 2 – 0              | 4 – 3                 | 6 – 0            |
| 2    | Bélgica    | 19   | 10 | 6 | 1 | 3  | 13 | 6  | +7   | Play-offs     |       | 1 – 1             | —                  | 0 – 2              | 0 – 1              | 1 – 0                 | 3 – 1            |
| 3    | Escocia    | 16   | 10 | 5 | 1 | 4  | 19 | 11 | +8   |               |       | 1 – 2             | 0 – 2              | —                  | 3 – 1              | 4 – 1                 | 2 – 1            |
| 4    | Hungría    | 16   | 10 | 5 | 1 | 4  | 12 | 8  | +4   |               | 0 – 1 | 0 – 1             | 0 – 0              | —                  | 2 – 0              | 2 – 1                 |                  |
| 5    | Kazajistán | 9    | 10 | 3 | 0 | 7  | 13 | 24 | −11  |               | 0 – 4 | 0 – 3             | 3 – 2              | 0 – 3              | —                  | 4 – 1                 |                  |
| 6    | Malta      | 0    | 10 | 0 | 0 | 10 | 4  | 35 | −31  |               | 0 – 6 | 0 – 2             | 0 – 5              | 0 – 3              | 0 – 2              | —                     |                  |

Actualizado a los partidos jugados el 26 de octubre de 2024.
 Fuente: UEFA

### Grupo C
| Pos. | Equipo              | Pts. | PJ | G  | E | P | GF | GC | Dif. | Clasificación |       | Bandera de los Países Bajos | Bandera de Georgia | Bandera de Suecia | Bandera de Macedonia del Norte | Bandera de Moldavia | Bandera de Gibraltar |
| ---- | ------------------- | ---- | -- | -- | - | - | -- | -- | ---- | ------------- | ----- | --------------------------- | ------------------ | ----------------- | ------------------------------ | ------------------- | -------------------- |
| 1    | Países Bajos        | 30   | 10 | 10 | 0 | 0 | 32 | 3  | +29  | Eurocopa 2025 |       | —                           | 3 – 1              | 3 – 0             | 5 – 0                          | 3 – 0               | 1 – 0                |
| 2    | Georgia             | 19   | 10 | 6  | 1 | 3 | 14 | 10 | +4   | Play-offs     |       | 0 – 3                       | —                  | 0 – 0             | 2 – 1                          | 3 – 0               | 2 – 0                |
| 3    | Suecia              | 17   | 10 | 5  | 2 | 3 | 25 | 10 | +15  |               |       | 2 – 4                       | 3 – 2              | —                 | 0 – 1                          | 4 – 0               | 9 – 0                |
| 4    | Macedonia del Norte | 12   | 10 | 4  | 0 | 6 | 8  | 15 | −7   |               | 0 – 2 | 0 – 1                       | 0 – 2              | —                 | 2 – 1                          | 1 – 0               |                      |
| 5    | Moldavia            | 7    | 10 | 2  | 1 | 7 | 7  | 20 | −13  |               | 0 – 3 | 0 – 1                       | 0 – 0              | 2 – 1             | —                              | 1 – 2               |                      |
| 6    | Gibraltar           | 3    | 10 | 1  | 0 | 9 | 3  | 31 | −28  |               | 0 – 5 | 0 – 2                       | 0 – 5              | 0 – 2             | 1 – 3                          | —                   |                      |

Actualizado a los partidos jugados el 26 de octubre de 2024.
 Fuente: UEFA

### Grupo D
| Pos. | Equipo   | Pts. | PJ | G | E | P | GF | GC | Dif. | Clasificación |        | Bandera de Alemania | Bandera de Polonia | Bandera de Bulgaria | Bandera de Kosovo | Bandera de Estonia | Bandera de Israel |
| ---- | -------- | ---- | -- | - | - | - | -- | -- | ---- | ------------- | ------ | ------------------- | ------------------ | ------------------- | ----------------- | ------------------ | ----------------- |
| 1    | Alemania | 26   | 10 | 8 | 2 | 0 | 35 | 10 | +25  | Eurocopa 2025 |        | —                   | 3 – 1              | 2 – 1               | 0 – 0             | 4 – 1              | 2 – 0             |
| 2    | Polonia  | 22   | 10 | 7 | 1 | 2 | 24 | 10 | +14  | Play-offs     |        | 3 – 3               | —                  | 0 – 1               | 3 – 0             | 5 – 0              | 2 – 1             |
| 3    | Bulgaria | 15   | 10 | 4 | 3 | 3 | 17 | 12 | +5   |               |        | 2 – 3               | 1 – 3              | —                   | 1 – 1             | 6 – 0              | 1 – 0             |
| 4    | Kosovo   | 12   | 10 | 3 | 3 | 4 | 10 | 17 | −7   |               | 0 – 3  | 0 – 4               | 2 – 2              | —                   | 2 – 0             | 3 – 1              |                   |
| 5    | Estonia  | 7    | 10 | 2 | 1 | 7 | 7  | 31 | −24  |               | 1 – 10 | 0 – 1               | 1 – 1              | 3 – 1               | —                 | 1 – 0              |                   |
| 6    | Israel   | 3    | 10 | 1 | 0 | 9 | 5  | 18 | −13  |               | 1 – 5  | 1 – 2               | 0 – 1              | 0 – 1               | 1 – 0             | —                  |                   |

Actualizado a los partidos jugados el 26 de octubre de 2024.
 Fuente: UEFA

### Grupo E
| Pos. | Equipo     | Pts. | PJ | G | E | P | GF | GC | Dif. | Clasificación |       | Bandera de Rumania | Bandera de Finlandia | Bandera de Suiza | Bandera de Albania | Bandera de Montenegro | Bandera de Armenia |
| ---- | ---------- | ---- | -- | - | - | - | -- | -- | ---- | ------------- | ----- | ------------------ | -------------------- | ---------------- | ------------------ | --------------------- | ------------------ |
| 1    | Rumania    | 22   | 10 | 7 | 1 | 2 | 23 | 10 | +13  | Eurocopa 2025 |       | —                  | 1 – 0                | 3 – 1            | 5 – 0              | 1 – 0                 | 2 – 0              |
| 2    | Finlandia  | 20   | 10 | 6 | 2 | 2 | 21 | 8  | +13  | Play-offs     |       | 2 – 0              | —                    | 1 – 2            | 4 – 1              | 2 – 1                 | 6 – 0              |
| 3    | Suiza      | 18   | 10 | 5 | 3 | 2 | 21 | 12 | +9   |               |       | 2 – 2              | 1 – 1                | —                | 1 – 2              | 4 – 2                 | 5 – 0              |
| 4    | Albania    | 16   | 10 | 5 | 1 | 4 | 12 | 17 | −5   |               | 3 – 2 | 0 – 0              | 1 – 3                | —                | 2 – 0              | 1 – 0                 |                    |
| 5    | Montenegro | 7    | 10 | 2 | 1 | 7 | 8  | 19 | −11  |               | 2 – 6 | 1 – 2              | 0 – 2                | 1 – 0            | —                  | 0 – 0                 |                    |
| 6    | Armenia    | 2    | 10 | 0 | 2 | 8 | 2  | 21 | −19  |               | 0 – 1 | 1 – 3              | 0 – 0                | 1 – 2            | 0 – 1              | —                     |                    |

Actualizado a los partidos jugados el 26 de marzo de 2024.
 Fuente: UEFA

### Grupo F
| Pos. | Equipo            | Pts. | PJ | G | E | P | GF | GC | Dif. | Clasificación |       | Bandera de Inglaterra | Bandera de Ucrania | Bandera de Serbia | Bandera de Irlanda del Norte | Bandera de Luxemburgo | Bandera de Azerbaiyán |
| ---- | ----------------- | ---- | -- | - | - | - | -- | -- | ---- | ------------- | ----- | --------------------- | ------------------ | ----------------- | ---------------------------- | --------------------- | --------------------- |
| 1    | Inglaterra        | 25   | 10 | 8 | 1 | 1 | 41 | 6  | +35  | Eurocopa 2025 |       | —                     | 2 – 1              | 9 – 1             | 3 – 0                        | 7 – 0                 | 7 – 0                 |
| 2    | Ucrania           | 24   | 10 | 8 | 0 | 2 | 20 | 7  | +13  | Play-offs     |       | 3 – 2                 | —                  | 2 – 1             | 1 – 0                        | 4 – 0                 | 1 – 0                 |
| 3    | Serbia            | 16   | 10 | 5 | 1 | 4 | 13 | 18 | −5   |               |       | 0 – 3                 | 1 – 0              | —                 | 1 – 2                        | 2 – 0                 | 2 – 0                 |
| 4    | Irlanda del Norte | 11   | 10 | 3 | 2 | 5 | 10 | 10 | 0    |               | 0 – 0 | 1 – 2                 | 1 – 2              | —                 | 0 – 1                        | 5 – 0                 |                       |
| 5    | Luxemburgo        | 8    | 10 | 2 | 2 | 6 | 6  | 23 | −17  |               | 0 – 3 | 0 – 3                 | 1 – 1              | 0 – 0             | —                            | 2–0                   |                       |
| 6    | Azerbaiyán        | 3    | 10 | 1 | 0 | 9 | 4  | 30 | −26  |               | 1 – 5 | 0 – 3                 | 0 – 2              | 0 – 1             | 3 – 2                        | —                     |                       |

Actualizado a los partidos jugados el 15 de octubre de 2024.
 Fuente: UEFA

### Grupo G
| Pos. | Equipo      | Pts. | PJ | G | E | P | GF | GC | Dif. | Clasificación |       | Bandera de Portugal | Bandera de Croacia | Bandera de Grecia | Bandera de Islas Feroe | Bandera de Bielorrusia | Bandera de Andorra |
| ---- | ----------- | ---- | -- | - | - | - | -- | -- | ---- | ------------- | ----- | ------------------- | ------------------ | ----------------- | ---------------------- | ---------------------- | ------------------ |
| 1    | Portugal    | 27   | 10 | 9 | 0 | 1 | 33 | 6  | +27  | Eurocopa 2025 |       | —                   | 5 – 1              | 2 – 0             | 4 – 0                  | 6 – 1                  | 3 – 0              |
| 2    | Croacia     | 22   | 10 | 7 | 1 | 2 | 20 | 14 | +6   | Play-offs     |       | –                   | —                  | –                 | –                      | 2 – 0                  | –                  |
| 3    | Grecia      | 17   | 10 | 5 | 2 | 3 | 16 | 10 | +6   |               |       | 2 – 1               | 2 – 2              | —                 | 3 – 0                  | 1 – 1                  | 1 – 0              |
| 4    | Islas Feroe | 10   | 10 | 3 | 1 | 6 | 11 | 24 | −13  |               | –     | 2 – 4               | –                  | —                 | –                      | 2 – 2                  |                    |
| 5    | Bielorrusia | 6    | 10 | 1 | 3 | 6 | 6  | 20 | −14  |               | 0 – 5 | 0 – 1               | 1 – 0              | 2 – 3             | —                      | 0 – 0                  |                    |
| 6    | Andorra     | 3    | 10 | 0 | 3 | 7 | 4  | 16 | −12  |               | –     | 0 – 3               | 0 – 1              | 0 – 1             | 1 – 1                  | —                      |                    |

Actualizado a los partidos jugados el 26 de marzo de 2024.
 Fuente: UEFA

### Grupo H
| Pos. | Equipo               | Pts. | PJ | G | E | P | GF | GC | Dif. | Clasificación |       | Bandera de Eslovenia | Bandera de Francia | Bandera de Austria | Bandera de Chipre | Bandera de Bosnia y Herzegovina |
| ---- | -------------------- | ---- | -- | - | - | - | -- | -- | ---- | ------------- | ----- | -------------------- | ------------------ | ------------------ | ----------------- | ------------------------------- |
| 1    | Eslovenia            | 17   | 8  | 5 | 2 | 1 | 13 | 7  | +6   | Eurocopa 2025 |       | —                    | 0 – 4              | 1 – 0              | 2 – 0             | 3 – 0                           |
| 2    | Francia              | 16   | 8  | 5 | 1 | 2 | 22 | 6  | +16  | Play-offs     |       | 1 – 1                | —                  | 1 – 2              | 9 – 0             | 2 – 0                           |
| 3    | Austria              | 15   | 8  | 4 | 3 | 1 | 12 | 6  | +6   |               |       | 1 – 1                | 2 – 0              | —                  | 2 – 2             | 2 – 0                           |
| 4    | Chipre               | 5    | 8  | 1 | 2 | 5 | 7  | 23 | −16  |               | 0 – 3 | 0 – 3                | 1 – 1              | —                  | 1 – 2             |                                 |
| 5    | Bosnia y Herzegovina | 3    | 8  | 1 | 0 | 7 | 5  | 17 | −12  |               | 1 – 2 | 1 – 2                | 0 – 2              | 1 – 3              | —                 |                                 |

Actualizado a los partidos jugados el 26 de octubre de 2024.
 Fuente: UEFA

### Grupo I
| Pos. | Equipo          | Pts. | PJ | G | E | P | GF | GC | Dif. | Clasificación |       | Bandera de Dinamarca | Bandera de República Checa | Bandera de Gales | Bandera de Islandia | Bandera de Lituania |
| ---- | --------------- | ---- | -- | - | - | - | -- | -- | ---- | ------------- | ----- | -------------------- | -------------------------- | ---------------- | ------------------- | ------------------- |
| 1    | Dinamarca       | 17   | 8  | 5 | 2 | 1 | 18 | 8  | +10  | Eurocopa 2025 |       | —                    | 5 – 0                      | 2 – 2            | 2 – 0               | 3 – 0               |
| 2    | República Checa | 14   | 8  | 4 | 2 | 2 | 13 | 11 | +2   | Play-offs     |       | 0 – 0                | —                          | 1 – 1            | 4 – 1               | 3 – 0               |
| 3    | Gales           | 14   | 8  | 4 | 2 | 2 | 10 | 11 | −1   |               |       | 1 – 2                | 1 – 2                      | —                | 1 – 0               | 2 – 1               |
| 4    | Islandia        | 9    | 8  | 3 | 0 | 5 | 9  | 14 | −5   |               | 4 – 2 | 2 – 1                | 1 – 2                      | —                | 0 – 2               |                     |
| 5    | Lituania        | 3    | 8  | 1 | 0 | 7 | 7  | 16 | −9   |               | 1 – 2 | 1 – 2                | 2 – 3                      | 0 – 1            | —                   |                     |

Actualizado a los partidos jugados el 26 de octubre de 2024.
 Fuente: UEFA

### Ranking de los segundos puestos
Como dos grupos tienen un equipo menos que los demás, solo se tienen en cuenta los resultados de los equipos que ocupan el segundo lugar contra los equipos que ocupan el primero, tercero, cuarto y quinto lugar de su grupo, mientras que los resultados contra el equipo que ocupa el sexto lugar en grupos de seis equipos no se incluyen. Como resultado, se cuentan ocho partidos jugados por cada equipo que ocupa el segundo lugar para determinar la clasificación. Los tres primeros equipos se clasifican directamente para el torneo final, mientras que los otros seis equipos participan en los play-offs.
| Pos. | Grp. | Equipo          | Pts. | PJ | G | E | P | GF | GC | Dif. | Clasificación |
| ---- | ---- | --------------- | ---- | -- | - | - | - | -- | -- | ---- | ------------- |
| 1    | F    | Ucrania         | 18   | 8  | 6 | 0 | 2 | 16 | 7  | +9   | Eurocopa 2025 |
| 2    | H    | Francia         | 16   | 8  | 5 | 1 | 2 | 22 | 6  | +16  | Eurocopa 2025 |
| 3    | D    | Polonia         | 16   | 8  | 5 | 1 | 2 | 20 | 8  | +12  | Eurocopa 2025 |
| 4    | G    | Croacia         | 16   | 8  | 5 | 1 | 2 | 15 | 14 | +1   | Play-offs     |
| 5    | E    | Finlandia       | 14   | 8  | 4 | 2 | 2 | 12 | 7  | +5   | Play-offs     |
| 6    | I    | República Checa | 14   | 8  | 4 | 2 | 2 | 13 | 11 | +2   | Play-offs     |
| 7    | A    | Noruega         | 13   | 8  | 4 | 1 | 3 | 17 | 11 | +6   | Play-offs     |
| 8    | B    | Bélgica         | 13   | 8  | 4 | 1 | 3 | 8  | 5  | +3   | Play-offs     |
| 9    | C    | Georgia         | 13   | 8  | 4 | 1 | 3 | 10 | 10 | 0    | Play-offs     |

Actualizado a los partidos jugados el de octubre de 2024.
 Fuente: UEFA

## Play-offs
El sorteo de los play-offs se celebró el 17 de octubre de 2024 en Nyon, Suiza.
Los tres ganadores de la eliminatoria se clasificaron para el torneo final.

Todas las horas son CET (UTC+1), según lo indicado por la UEFA (las horas locales, si son diferentes, aparecen entre paréntesis).
| Equipo 1  | Agr.         | Equipo 2        | Ida | Vuelta      |
| --------- | ------------ | --------------- | --- | ----------- |
| Finlandia | 6–3          | Noruega         | 5–1 | 1–2         |
| Bélgica   | 1–3          | República Checa | 0–2 | 1–1         |
| Georgia   | 3–3 (7–6 p.) | Croacia         | 1–0 | 2–3 (t. s.) |

## Clasificación

#### Finlandia – Noruega
| Ida; 15 de noviembre de 2024 | Finlandia                                                      | 5:1     | Noruega       | Tammelan Stadion, Tampere                                   |                                                             |
| 18:45 (19:45 EET)            | - Walta 2' - Terho 4' - Talvitie 79' - Skyttä 82' - Galvez 86' | Reporte | - Arnstad 42' | Asistencia: 5.275 espectadores Árbitro(s): Alessandro Dudic | Asistencia: 5.275 espectadores Árbitro(s): Alessandro Dudic |

| Vuelta; 19 de noviembre de 2024 | Noruega                   | 2:1     | Finlandia   | Viking Stadion, Stavanger                              |                                                        |
| 18:30                           | - Mvuka 81' - Broholm 88' | Reporte | - Terho 55' | Asistencia: 1.813 espectadores Árbitro(s): John Brooks | Asistencia: 1.813 espectadores Árbitro(s): John Brooks |

#### Bélgica – República Checa
| Ida; 15 de noviembre de 2024 | Bélgica | 0:2     | República Checa          | Den Dreef, Leuven                                           |                                                             |
| 20:00                        |         | Reporte | - Karabec 34' - Fila 80' | Asistencia: 1.200 espectadores Árbitro(s): Atilla Karaoğlan | Asistencia: 1.200 espectadores Árbitro(s): Atilla Karaoğlan |

| Vuelta; 19 de noviembre de 2024 | República Checa            | 1:1     | Bélgica         | Malšovická aréna, Hradec Králové                                 |                                                                  |
| 17:30                           | - Van Den Bosch 79' (a.g.) | Reporte | - Steuckers 51' | Asistencia: 9.019 espectadores Árbitro(s): Manfredas Lukjančukas | Asistencia: 9.019 espectadores Árbitro(s): Manfredas Lukjančukas |

#### Georgia – Croacia
| Ida; 15 de noviembre de 2024 | Georgia           | 1:0     | Croacia | Mikheil Meskhi Stadium, Tbilisi                          |                                                          |
| 16:00 (19:00 GET)            | - Soldo 4' (a.g.) | Reporte |         | Asistencia: 9.372 espectadores Árbitro(s): Adam Ladebäck | Asistencia: 9.372 espectadores Árbitro(s): Adam Ladebäck |

| Vuelta; 19 de noviembre de 2024 | Croacia                                                                     | 3:2 (t. s.)(6:7 p.)        | Georgia                                                                                                  | Stadion Rujevica, Rijeka                                |                                                         |
| 19:00                           | - Beljo 10', 63' (pen.) - Šotiček 90+1'                                     | Reporte                    | - Gagnidze 28' - Lominadze 78'                                                                           | Asistencia: 2.575 espectadores Árbitro(s): Simone Sozza | Asistencia: 2.575 espectadores Árbitro(s): Simone Sozza |
|                                 |                                                                             | Tiros desde el punto penal | |                                                         |                                                         |
|                                 | - Vidović - Frigan - Stojković - Vušković - Hodža - Biuk - Šotiček - Badelj |                            | - Azarovi - Kvernadze - Abuashvili - Lominadze - Mamageishvili - Latsabidze - Ugrekhelidze - Khvadagiani |                                                         |                                                         |

## Máximos goleadores
8 goles
- Fábio Silva

7 goles
| - Harvey Elliott - Otso Liimatta | - Noah Ohio | - Andreas Schjelderup |

6 goles
| - Marin Ljubičić - Francesco Pio Esposito - Noni Madueke | - Samu Omorodion - Youssoufa Moukoko - Kristian Arnstad | - Tio Cipot - Erencan Yardımcı |

5 goles
| - James McAtee - Mateo Joseph - Karim Adeyemi | - Rocco Vata - Million Manhoef | - Filip Szymczak - Louis Munteanu |

4 goles
| - Adrion Pajaziti - Kazeem Olaigbe - Nikola Iliev - Georgi Nikolov - Václav Sejk - Casper Terho - Arnaud Kalimuendo | - Jørgen Nielsen - Nicolò Tresoldi - Nick Woltemade - Christos Tzolis - Sinclair Armstrong - Kristall Máni Ingason - Tommaso Baldanzi | - Wilfried Gnonto - Vlad Răileanu - Andrea Zammit - Paulo Bernardo - Fabian Rieder - Jusef Erabi - Nazar Voloshyn |